# Campeonato Europeo Femenino de Balonmano Juvenil
El Campeonato Europeo Femenino de Balonmano Juvenil  es la competición oficial de las selecciones nacionales femeninas juveniles de balonmano (por debajo de los 18 años) en Europa, organizada por la Federación Europea de Balonmano. 
La competición se celebra cada dos años y, desde la edición de 2005, el campeonato recibió su nombre actual: Campeonato Europeo de Balonmano Femenino Sub-17 EHF o, en inglés, EHF European Women's U-17 Handball Championship.

## Ediciones
| 1992 Detalles | Hungría             | Noruega    | 17 – 14 | Dinamarca       | Alemania     | 14 – 12 | Hungría   |
| 1994 Detalles | Lituania            | Ucrania    | 24 – 16 | República Checa | Dinamarca    | 18 – 15 | Rumania   |
| 1997 Detalles | Austria             | España     | 20 – 11 | Noruega         | Rusia        | 30 – 21 | Rumania   |
| 1999 Detalles | Alemania            | Rumania    | 31 – 26 | Rusia           | Alemania     | 25 – 23 | Suecia    |
| 2001 Detalles | Turquía             | Rusia      | 26 – 14 | Alemania        | Hungría      | 21 – 20 | Croacia   |
| 2003 Detalles | Rusia               | Rusia      | 28 – 23 | Rumania         | Hungría      | 26 – 20 | Dinamarca |
| 2005 Detalles | Austria             | Dinamarca  | 29 – 26 | Rumania         | Francia      | 30 – 21 | Eslovenia |
| 2007 Detalles | Eslovaquia          | Francia    | 30 – 20 | España          | Países Bajos | 32 – 27 | Rusia     |
| 2009 Detalles | Serbia              | Dinamarca  | 24 – 23 | Rusia           | Noruega      | 40 – 28 | Francia   |
| 2011 Detalles | República Checa     | Rusia      | 24 – 23 | Dinamarca       | Noruega      | 28 – 16 | Hungría   |
| 2013 Detalles | Polonia             | Suecia     | 26 – 24 | Rusia           | Dinamarca    | 42 – 28 | Portugal  |
| 2015 Detalles | Macedonia del Norte | Dinamarca  | 25 – 24 | Rusia           | Hungría      | 34 – 31 | Rumania   |
| 2017 Detalles | Eslovaquia          | Alemania   | 23 – 18 | Noruega         | Hungría      | 32 – 18 | Francia   |
| 2019 Detalles | Eslovenia           | Hungría    | 28 – 24 | Suecia          | Francia      | 28 – 21 | Dinamarca |
| 2021 Detalles | Montenegro          | Hungría    | 25 – 19 | Alemania        | Rusia        | 37 – 30 | Dinamarca |
| 2023 Detalles | Montenegro          | Francia    | 24 – 19 | Dinamarca       | Alemania     | 31 – 27 | Croacia   |
| 2025 Detalles | Montenegro          | Eslovaquia | 34 – 30 | Croacia         | Montenegro   | 22 – 20 | España    |

## Medallero
| Núm. | País            | Oro | Plata | Bronce | Total |
| ---- | --------------- | --- | ----- | ------ | ----- |
| 1    | Rusia           | 3   | 4     | 2      | 9     |
| 2    | Dinamarca       | 3   | 3     | 2      | 8     |
| 3    | Hungría         | 2   | 0     | 4      | 6     |
| 4    | Francia         | 2   | 0     | 2      | 4     |
| 5    | Alemania        | 1   | 2     | 3      | 6     |
| 6    | Noruega         | 1   | 2     | 1      | 5     |
| 7    | Rumania         | 1   | 2     | 0      | 3     |
| 8    | España          | 1   | 1     | 0      | 2     |
|      | Suecia          | 1   | 1     | 0      | 2     |
| 10   | Ucrania         | 1   | 0     | 0      | 1     |
|      | Eslovaquia      | 1   | 0     | 0      | 1     |
| 12   | República Checa | 0   | 1     | 0      | 1     |
|      | Croacia         | 0   | 1     | 0      | 1     |
| 14   | Países Bajos    | 0   | 0     | 1      | 1     |
|      | Montenegro      | 0   | 0     | 1      | 1     |